# Piasa

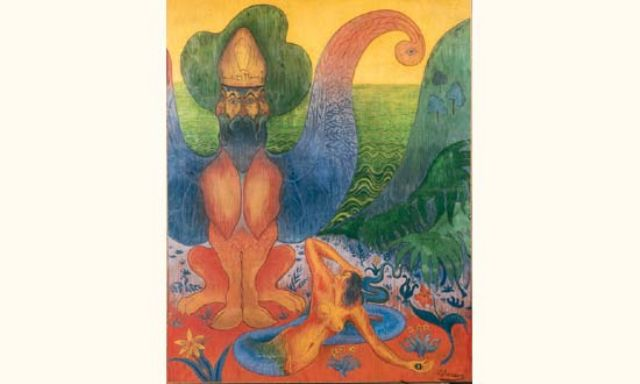
Piasa

De piasa (spreek uit: Pai-e-so) is een fabeldier dat zou leven langs de Mississippi in Noord-Amerika. Het is een draak die de Algonquinsprekende volkeren de “mensenetende vogel” noemen. Het is een afzichtelijk beest met de kop van een boze man, scherpe tanden, de baard van een tijger, het gewei van een hert, stekelige vleugels, vier vogelpoten en klauwen als van een arend. Een lange schorpioenachtige staart met aan het uiteinde een vissevin, is om zijn lichaam geslagen. Hij kan mensen en herten optillen.

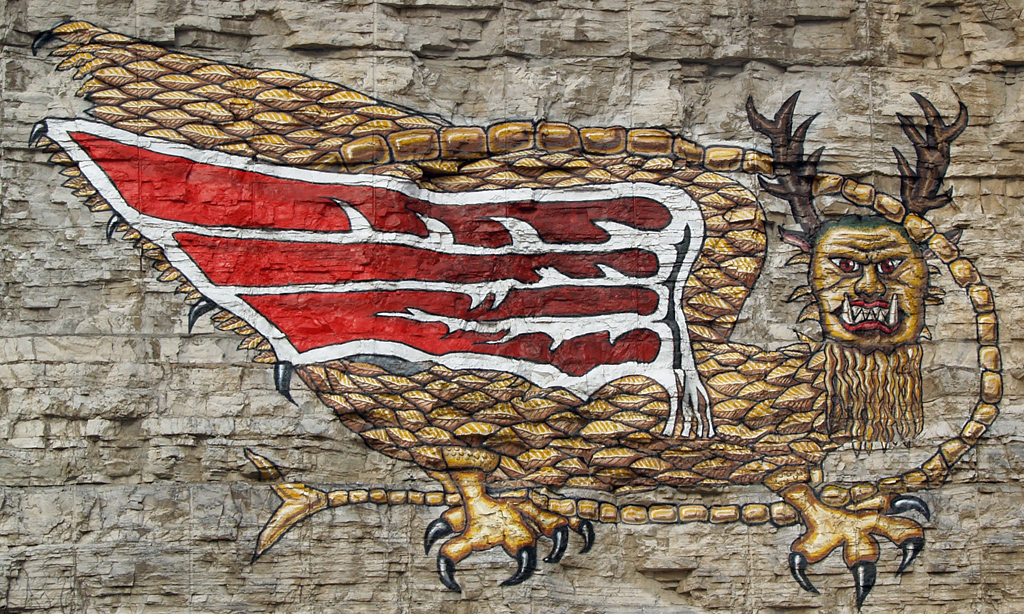
Piasa

Toen de Franse missionarissen Jacques Marquette en Louis Joliet de grote Mississippi verkenden, ontdekten zij een afbeelding van een piasa op een rots boven een stuk wild water (een piasa geeft gevaarlijk water aan). Deze rotsen zijn nu gedolven, maar het monster is overgeschilderd op de steile oever bij Alton (Illinois), en tegenwoordig een toeristische attractie.
De piasa zou verwant zijn aan het Gehoornd Serpent (of een ondersoort daarvan) en de uktena.